# Ermanno di Aversa
Ermanno di Aversa (1035 circa – Aversa, 1050 circa), fu il quarto Conte di Aversa (1048-1049), figlio di Rainulfo II Trincanotte.
Ermanno era ancora un fanciullo quando succedette al padre; fu quindi nominato suo tutore Guglielmo Bellabocca, che usurpò il trono nel 1048 ma morì quello stesso anno.
Dal 1049 la reggenza fu affidata al cugino di suo padre, Riccardo I di Aversa, che Rainulfo aveva in precedenza estromesso, considerandolo un pericoloso rivale. Dopo pochi mesi Ermanno sparì dalla scena e Riccardo divenne conte.
Non si conosce il suo destino ma non è difficile immaginare che, in quanto ostacolo al potere, egli fu eliminato in maniera cruenta.